# Antonio Lapone
Œuvres principales
Première œuvreA.D.A.
Autres œuvres
- Adams Clark

Antonio Lapone est un dessinateur de bande dessinée né le 24 octobre 1970 à Turin en Italie.

## Biographie
En 1990, il travaille dans une agence publicitaire et dessine des hélicoptères pour la gendarmerie italienne. Il peaufine en parallèle son style ligne claire pour le domaine de la bande dessinée.
Lapone affectionne particulièrement les années 1950, à l’instar d’auteurs comme Walter Minus, Serge Clerc, mais surtout Yves Chaland qu’il découvre avec une édition Italienne de l’un des albums de Freddy Lombard. En Italie, Antonio Lapone collabore avec différentes maisons d’éditions dont Disney.
À la suite du 1er prix Fnac Paris La Défense qu’il remporte en 1999, il publie sa première histoire dans BoDoï no 23 intitulée Desy Blonde[source insuffisante].
En 2002 et en 2003, il réalise les portfolio Girl Atomik et Club Colonial pour les éditions Le 9e Monde. Pour les éditions Nocturne, il œuvre sur Les Platters et Stravinsky dans la collection « BD Musique ». En 2008, l'artbook « Cars and Girls » voit le jour aux éditions Paquet.
Depuis le début des années 2010, il réside et travaille en Belgique.

## Œuvres
- A.D.A. (2001 à 2006),  avec Pierre Vanloffelt, Paquet

1. Antique Detective Agency [2]
2. La vallée du squelette hostile
3. Hors Série – Archives[3][source insuffisante]

- Accords sensibles (2011), Treize étrange

- Sentiers nocturnes (2012), Champaka[4][source insuffisante]

- Rainy Day (2012), Alain Beaulet

- Adams Clark (2014), Treize étrange

- Greenwich Village (2015), Kennes Éditions, scénario de Gihef[5]

- La Fleur dans l’atelier de Mondrian (2017), Glénat, scénario de Jean-Philippe Peyraud[6]
- The New Frontier, Art Book (2018) Kennes Éditions[7]
- Gentlemind tome 1 et 2 , Dargaud

## Expositions

### Exposition personnelle
- Sentiers Nocturnes - Galerie Champaka – Bruxelles (Belgique) – septembre 2012
- Gentlemind Tome 1 - Galerie Champaka - Bruxelles (Belgique) - Octobre 2020
- Gentlemind Tome 2 - Galerie Champaka - Bruxelles (Belgique) - Mars 2022

### Exposition collective
- 14 visions de l’Atomium- Atomium – Bruxelles (Belgique) – juin à septembre 2009[8][source insuffisante]

## Influences
Les influences d’Antonio Lapone se situent vers des affichistes comme Marcello Dudovich, Achille Luciano Mauzan, Leonetto Cappiello, Leyendeckers ou Savignac. En bande dessinée son style se revendique dans la lignée de la « Klare lijn » et le « style atome ». Influencé par des auteurs comme Yves Chaland, Serge Clerc, Ever Meulen et notamment Joost Swarte.